# Castanopsis hupehensis
Castanopsis hupehensis là một loài thực vật có hoa trong họ Fagaceae. Loài này được C.S.Chao mô tả khoa học đầu tiên năm 1963.